# Silicon Graphics

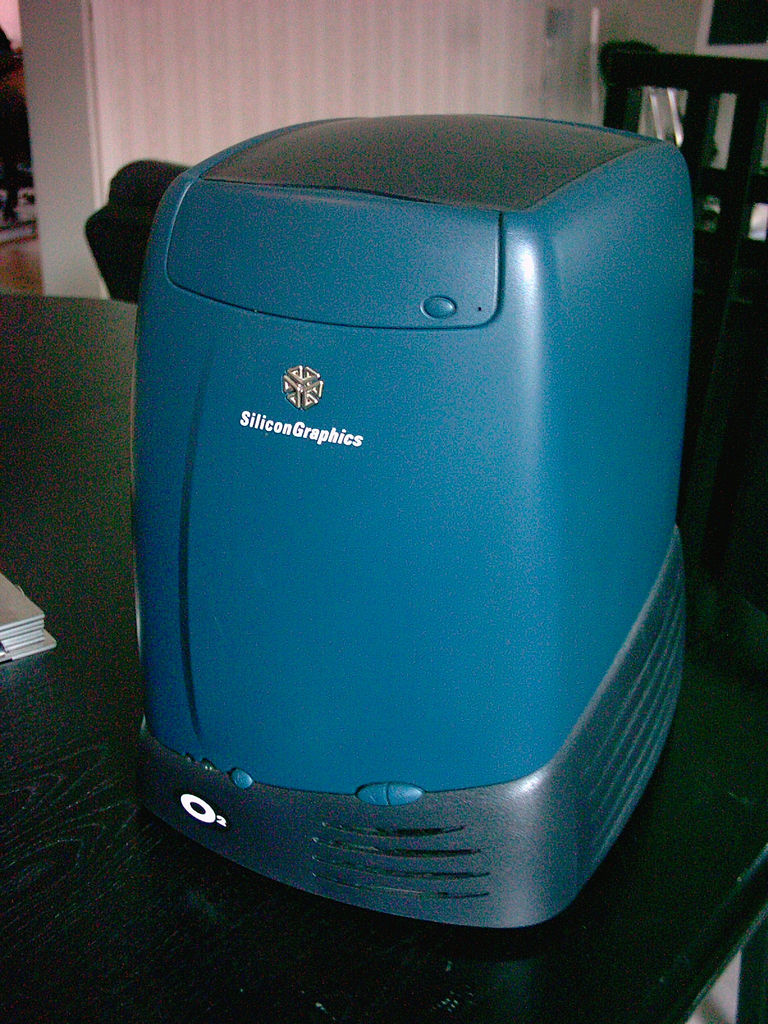
En dator från SGI

Silicon Graphics, Incorporated, också känt som SGI, startade 1982 med att bygga grafiska terminaler. Företaget grundades av Jim Clark baserat på hans arbete med "geometry pipelines", specialiserad hård- eller mjukvara för 3D-acceleration. SGI startade ursprungligen i Mountain View Kalifornien i November 1981 där deras huvudkontor fortfarande finns.
SGI gick i konkurs 2009 varpå deras tillgångar köptes av Rackable Systems, som bytte namn till Silicon Graphics International.